# Václav Felix

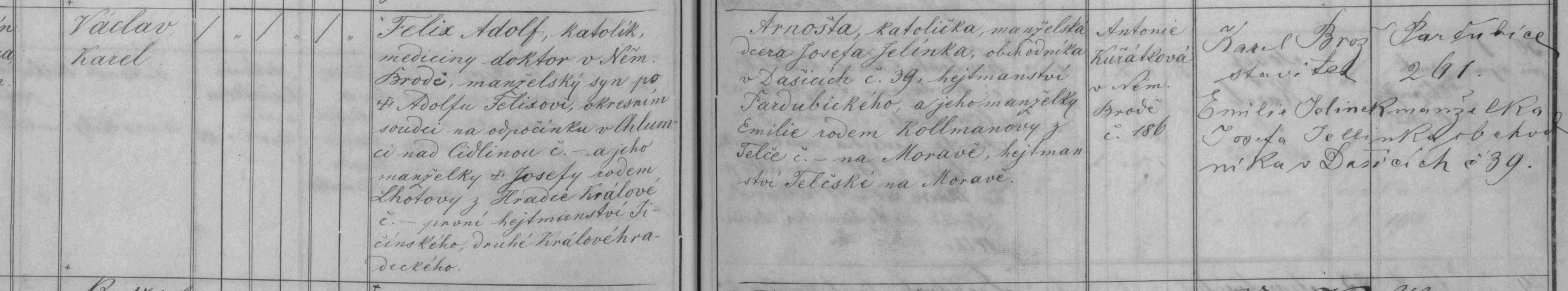
matrika narozených Německý (Havlíčkův) Brod – záznam o narození Václava Felixe

Václav Felix (14. září 1873 Německý Brod – 19. února 1933 Praha) byl český fyzik, který se stal profesorem obecné a technické fyziky na Císařské a královské české vysoké škole technické v Praze. Pro akademický rok 1917–1918 byl zvolen jejím rektorem.

## Život
Narodil se v Německém Brodě. Zde začal v roce 1882 studovat gymnázium. V roce 1885 přešel na gymnázium v Žitné ulici v Praze, kde v roce 1890 odmaturoval. Následně studoval matematiku a fyziku na filozofické fakultě pražské Univerzity Karlo-Ferdinandovy. Souběžně navštěvoval po čtyři semestry přednášky i na německé části univerzity. Po ukončení studia nastoupil jako stipendista u profesora Františka Koláčka. Ten mu zajistil stipendium, díky němuž mohl studovat v roce 1895–1896 na univerzitě v Kielu, kde mimo studia též pracoval v laboratořích prof. Hermanna Eberta.
Po návratu do Prahy nastoupil na Koláčkovo doporučení jako asistent Václava Zengera na Císařské a královské české vysoké škole technické v Praze. Zde vypracoval svou práci O vlnách elektrických. Touto prací v roce 1900 habilitoval. Současně byl vyzván, aby suploval přednášky prof. Zengera, který v tomto roce odešel na odpočinek. Pro tento účel zpracoval tři díly přednášek z technické fyziky (mechanika, optika a termika). Pak se opět věnoval experimentální práci a zabýval se Hallovým jevem. Výsledky své práce publikoval v roce 1908. Jeho práce byla ale zkritizována Vladimírem Novákem (polemika obou autorů v Časopisu pro pěstování matematiky a fysiky). Felix svůj neúspěch těžce nesl a na několik let se uzavřel. V roce 1912 byl jmenován řádným profesorem experimentální fyziky.
V roce 1921 byl jmenován ředitelem radiologického ústavu.
Začátkem dvacátých let se zabýval též aerodynamikou. Pro účely tohoto studia mimo jiné pořídil v roce 1926 filmové záběry letících racků na pobřeží Severního moře, které poté proměřoval. Dalším oborem jeho studia byla otázka nízkých teplot. Pro tento účel navrhl aparaturu na zkapalňování vzduchu. Její realizace se ale nedočkal.
Zemřel na rakovinu v roce 1933.

### Rodinný život
S manželkou Camillou, rozenou Laglerovu (1876–??) měl syna Václava (1901–??) a dceru Ludmilu, provdanou Běhounkovou (1906–??). Rodina bydlela na pražském Smíchově.

## Zajímavost
Václav Felix byl tchánem českého vědce a polárníka Františka Běhounka.

## Spisy
- O vlnách elektrických, in: Rozpravy české Akademie, číslo 42, Praha : Čes. ak. císaře Františka Josefa pro vědy, slovesnost a um., 1899
- O vlnách elektrických, in: Rozpravy české Akademie, číslo 29, Praha : Čes. ak. císaře Františka Josefa pro vědy, slovesnost a um., 1900
- Fysika technická – Mechanika, Praha, 1904 – přednášky
- Fysika technická – Nauka o světle, Praha, 1905–1906 – přednášky
- Fysika technická – Nauka o teple, Praha, 1906–1907 – přednášky